# Superoxide

Cấu trúc Lewis của electron superoxide. Sáu electron vỏ ngoài của mỗi nguyên tử oxy được thể hiện bằng màu đen; một cặp electron được chia sẻ (ở giữa); electron chưa ghép cặp được hiển thị ở phía trên bên trái; và điện tử bổ sung trao một điện tích âm được thể hiện bằng màu đỏ

Superoxide là một loại anion, với công thức hóa học là O−2. Tên hệ thống của anion là dioxide (1−). Anion oxy phản ứng superoxide đặc biệt quan trọng như là sản phẩm của việc khử một electron của O2, xảy ra rộng rãi trong tự nhiên. Oxy phân tử (dioxy) là một gốc kép có chứa hai electron độc thân và superoxide là kết quả từ việc bổ sung một electron làm đầy một trong hai quỹ đạo phân tử thoái hóa, để lại một loại ion tích điện với một electron đơn lẻ và điện tích âm ròng là −1. Cả dioxy và anion superoxide đều là các gốc tự do biểu hiện tính thuận từ.

## Các dẫn xuất
Anion superoxide O2− và dạng proton hóa của nó là gốc hydroperoxyl HO2, ở trạng thái cân bằng trong dung dịch nước:
O2− + H2O ⇌ HO2 + OH−
Gốc hydroperoxyl có hằng số điện ly axit 4,8, ở độ pH trung tính superoxide chủ yếu tồn tại ở dạng anion.
Superoxide tạo ra muối với kim loại kiềm và kim loại kiềm thổ. Các muối CsO2, RbO2, KO2 và NaO2 được điều chế bằng phản ứng của O2 với các kim loại kiềm tương ứng..
Các muối kiềm của O−2 màu vàng-cam và khá ổn định, miễn là chúng được giữ khô. Tuy nhiên, khi hòa tan các muối này trong nước thì O−2 hòa tan trải qua quá trình không cân xứng (sự suy biến) rất nhanh chóng (phụ thuộc vào pH):
4 O−
2 + 2 H2O → 3 O2 + 4 OH−
Phản ứng này (với độ ẩm và cacbon dioxide trong không khí thở ra) là cơ sở của việc sử dụng kali superoxide như một nguồn oxy trong các máy tạo oxy hóa học, chẳng hạn như các máy được sử dụng trên tàu con thoi và tàu ngầm. Superoxide cũng được sử dụng trong các bình oxy của nhân viên cứu hỏa để nhanh chóng cung cấp nguồn oxy sẵn có để sử dụng.
Trong quá trình này O−2 hoạt động như một base Brønsted, ban đầu tạo thành gốc tự do HO2. Nhưng hằng số điện ly axit của axit liên hợp của nó, hydroperoxyl (HO2) là 4,88 do đó ở pH trung tính 7 gần như tất cả (99,7%) superoxide ở dạng anion, O−2.
Kali superoxide hòa tan trong dimethyl sulfoxit (tạo thuận lợi bởi ete vòng) và ổn định miễn là các proton không có sẵn. Superoxide cũng có thể được tạo ra trong dung môi không proton bằng điện áp biến thiên tuần hoàn.
Các muối cũng bị phân hủy ở trạng thái rắn, nhưng quá trình này đòi hỏi phải nung nóng:
2 NaO2 → Na2O2 +  O2

## Sinh học
Superoxide và hydroperoxyl (HO2) được thảo luận thay thế cho nhau, mặc dù superoxide chiếm ưu thế ở các độ pH sinh lý. Cả superoxide và hydroperoxyl được phân loại là các loại oxy phản ứng. Nó được tạo ra bởi hệ miễn dịch để tiêu diệt các vi sinh vật xâm nhập. Trong thực bào, superoxide được sản xuất với số lượng lớn bởi enzym NADPH oxidase để sử dụng trong các cơ chế tiêu diệt phụ thuộc oxy của mầm bệnh xâm nhập. Các đột biến trong gen mã hóa cho NADPH oxidase gây ra hội chứng suy giảm miễn dịch gọi là bệnh u hạt mạn tính, đặc trưng bởi tính mẫn cảm cực tính đối với nhiễm trùng, đặc biệt là các vi khuẩn dương tính với catalase. Đổi lại, vi sinh vật biến đổi gen thành thiếu superoxide dismutase (SOD) mất độc lực. Superoxide cũng có hại khi được sản xuất như một phụ phẩm của hô hấp ty thể (đáng chú ý nhất là Complex I và Complex III), cũng như một số enzym khác, ví dụ như xanthine oxidase.
Vì superoxide độc hại ở nồng độ cao nên gần như tất cả các sinh vật sống trong sự hiện diện của oxy đều chứa các enzym chuyên dụng được gọi là superoxide dismutase (SOD). SOD xúc tác có hiệu quả trong sự làm mất cân xứng của superoxide.
2 HO2 → O2 + H2O2
Các protein khác có thể bị oxy hóa và giảm bởi superoxide (ví dụ, hemoglobin) có hoạt tính giống như SOD yếu. Bất hoạt di truyền của SOD tạo ra các kiểu hình có hại trong các sinh vật từ vi khuẩn đến chuột và đã cung cấp các đầu mối quan trọng về cơ chế độc tính của superoxide trong cơ thể.
Nấm men thiếu cả SOD ty thể và SOD dịch nội bào phát triển rất kém trong không khí, nhưng khá tốt trong điều kiện yếm khí. Sự vắng mặt của SOD dịch nội bào gây ra một sự gia tăng đáng kể trong đột biến và bất ổn hệ gen. Chuột nhắt thiếu SOD ty thể (MnSOD) chết khoảng 21 ngày sau sinh do thoái hóa thần kinh, bệnh cơ tim và nhiễm toan lactic. Chuột nhắt thiếu SOD dịch nội bào (CuZnSOD) là có thể sống được nhưng bị nhiều bệnh, bao gồm giảm tuổi thọ, ung thư gan, teo cơ, cườm khô, thu teo tuyến ức, thiếu máu do tiêu máu và suy giảm phụ thuộc vào độ tuổi rất nhanh trong khả năng sinh sản của chuột cái.
Superoxide có thể góp phần vào phát sinh bệnh trong nhiều loại bệnh (bằng chứng đặc biệt mạnh đối với ngộ độc bức xạ và chấn thương do tăng oxy), và có lẽ cũng vào quá trình lão hóa thông qua tổn thương oxy hóa gây ra trên tế bào. Trong khi hoạt động của superoxide trong phát sinh bệnh trong một số điều kiện là mạnh (ví dụ, chuột nhắt và chuột cống biểu hiện quá mức CuZnSOD hoặc MnSOD có khả năng chống đột quỵ và đau tim), thì hiện tại vai trò của superoxide trong quá trình lão hóa phải được coi là chưa được chứng minh. Trong các sinh vật mô hình (nấm men, ruồi giấm và chuột nhắt), bất hoạt di truyền CuZnSOD làm giảm tuổi thọ và tăng tốc một số đặc điểm của lão hóa (cườm khô, teo cơ, thoái hóa điểm vàng, thu teo tuyến ức). Nhưng ngược lại, tăng mức độ của CuZnSOD dường như không (ngoại trừ có lẽ ở Drosophila) tăng tuổi thọ một cách phù hợp. Quan điểm được chấp nhận rộng rãi nhất là tổn thương oxy hóa (do nhiều nguyên nhân, kể cả superoxide) là một trong nhiều yếu tố hạn chế tuổi thọ.
Sự gắn kết của O2 bởi các protein hem liên quan đến sự hình thành phức chất Fe(III) superoxide.

## Liên kết và cấu trúc
Superoxide là các hợp chất trong đó oxy có trạng thái oxy hóa là −1⁄2. Trong khi phân tử oxy (dioxy) là một phân tử có chứa hai electron độc thân, việc bổ sung một electron thứ hai lấp đầy một trong hai obitan phân tử thoái hóa của nó, để lại một loại ion tích điện với một electron đơn lẻ và một điện tích âm của −1. Cả hai dioxygen và anion superoxide đều là các gốc tự do biểu hiện tính thuận từ.
Các dẫn xuất của dioxy có các khoảng cách O – O đặc trưng tương ứng với bậc của liên kết O – O.
| Hợp chất dioxy | tên               | Khoảng cách O–O (Å) | Bậc liên kết O–O |
| -------------- | ----------------- | ------------------- | ---------------- |
| O+ 2           | cation dioxygenyl | 1,12                | 2,5              |
| O2             | oxy               | 1,21                | 2                |
| O− 2           | superoxide        | 1,28                | 1,5              |
| O2− 2          | peroxide          | 1,49                | 1                |